# دومینیک هاشک
دومینیک هاشک (انگلیسی: Dominik Hašek؛ زادهٔ ۲۹ ژانویهٔ ۱۹۶۵) بازیکن هاکی روی یخ اهل چکسلواکی بود.
وی همچنین برندهٔ جوایزی همچون تالار افتخارات هاکی شده‌است.